# Benedetto Giustiniani
Benedetto Giustiniani, italijanski rimskokatoliški duhovnik, škof in kardinal, * 5. junij 1554, † 27. marec 1621.

## Življenjepis
16. novembra 1586 je bil povzdignjen v kardinala.
Leta 1612 je bil imenovan za škofa Palestrine, leta 1615 za škofa Sabine e Poggio Mirteto in leta 1620 za škofa Porte e Santa Rufine.